# دار التمريض

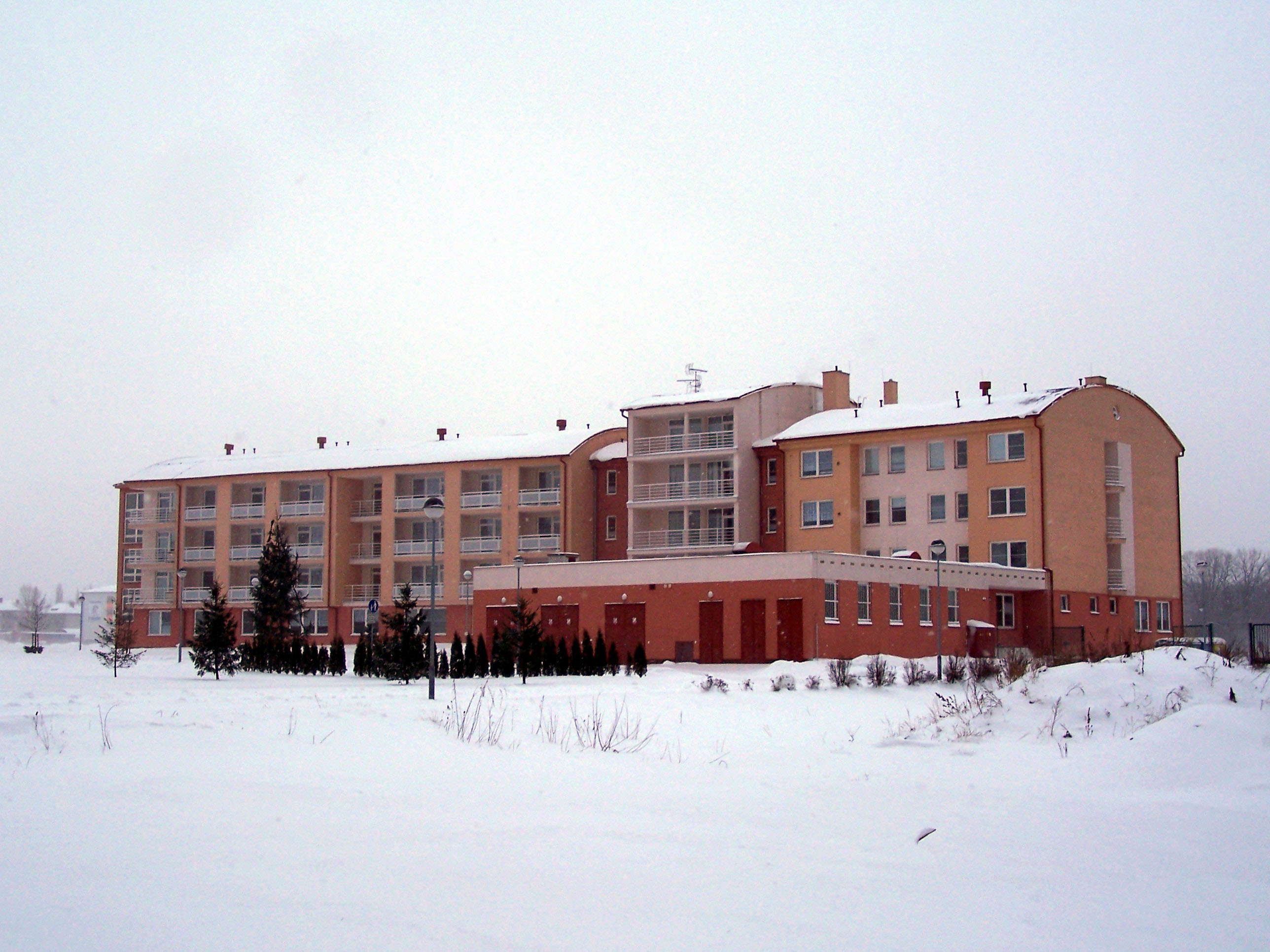
Rest home for seniors in تشيسكي تشين، التشيك

دار التمريض، دور النقاهة هي وحدة التمريض المهرة (SNU)، والرعاية المنزلية، الراحة، الرعاية المتوسطة، توفر نوع من الرعاية للسكان ‏: ومكان الإقامة للناس الذين يحتاجون إلى تمريض ورعاية مستمرة للذين يعانون من أوجه قصور مهمة مع الأنشطة اليومية الحياتية [بحاجة لمصدر]. وتشمل السكان المسنين والبالغين والأصغر سنا ممن يعانون الإعاقة البدنية و العقلية. كما يتلقى المقيمين في مرفق التمريض مهارات مادية والمهنية، وغيرها من العلاجات التأهيلية عقب حادث أو مرض. قد يكون للسكان بعض الحقوق القانونية ‏ استناداً إلى موقع المرفق.

## الولايات المتحدة الأمريكية
في الولايات المتحدة، "مرفق التمريض المهرة" أو "SNF" دار النقاهة المعتمد للمشاركة، برعاية ميديكير. الرعاية الطبية هو برنامج فيدرالي أساسا للمسنين الذين أسهموا في الضمان الاجتماعي والرعاية الطبية في حين أنهم كانوا يعملون. "مرفق التمريض" أو "NF" موطن التمريض المعتمدة للمشاركة في، وتسدد مديكيد. مديكيد هو برنامج الاتحادية تنفيذها مع كل دولة من الدول على توفير الرعاية الصحية والخدمات ذات الصلة إلى أولئك الذين يمثلون "الفقيرة". كل دولة تعرف الفقر و؛ ولذلك، الأهلية الطبية. المستحقين القانونيين هم المسنين أو المعوقين أو الأطفال (مثلاً " برامج التأمين الصحي للأطفال-وبرامج صحة الأم والطفل والأغذية).
كل دولة s الترخيص في دور رعاية المسنين، مما يجعلها تخضع لقوانين وأنظمة الدولة. دور التمريض قد تختار المشاركة في الرعاية الطبية و/أو الطبية. إذا اجتازوا دراسة استقصائية (التفتيش)، أنهم «موثقة» وتخضع للقوانين الاتحادية واللوائح. ويشتركوا في الرعاية الطبية و/أو مديكيد كل أو جزء من منزل التمريض.
في الولايات المتحدة، دور التمريض التي تشارك في الرعاية الطبية و/أو مديكيد يشترط أن تكون المرخصة العملية الممرضات (لبنس) (في بعض الدول المعينة «الممرضين المهني» أو «للإنس») على العمل 24 ساعة يوميا. على الأقل 8 ساعات في اليوم، 7 أيام في الأسبوع، يجب أن يكون هناك ممرضة مسجلة على واجب. هي إدارة التمريض من قبل مدير التمريض المنزلي مرخص لها. خلافا للولايات المتحدة التمريض هناك هي أي تدريب موحدة والترخيص متطلبات للمسؤولين، وأن معظم الدول يتطلب «ترخيص الاتحادية»، ولدى العديد من الدول مثل كاليفورنيا التراخيص الخاصة بها للمسؤولين. يوم 18 أبريل 2005 كانت هناك مجموعة من 16,094 دور التمريض في الولايات المتحدة، انخفض من 16,516 يوم 12 ديسمبر 2002.
وهناك الدول التي لديها مستويات أخرى من الرعاية المقدمة للمسنين وغيرهم من البالغين الذين يحتاجون إلى مساعدة وقادرون على العيش في المجتمع. على سبيل المثال، قد تكون دور الرعاية أو التطعيم مرخصة من قبل «إدارة الدولة للصحة العامة». توفر هذه الدور الإشراف على مدار 24 ساعة، وعادة ما توفر بيئة «شبيهة أكثر بالمنزل». فالعديد من المنازل الكبيرة فعلا تم تحويلها إلى دور توفر منطقة سكنية ذات أسلوب حياة مستقلة وتشجع وتعزز الزمالة مع الآخرين الذين يحتاجون إلى شكل من أشكال المساعدة العيش في المجتمع.

### الخدمات
وتشمل الخدمات المقدمة في دور التمريض خدمات التمريض، وخدمات التمريض المساعد؛ الجسدية، المهنية والنطق؛ الأخصائيون الاجتماعيون؛ والإقامة والطعام. كما توفر دور التمريض النقل. تقدم الرعاية معظم مرافق التمريض عن طريق برامج أكاديمية سيسكو (معتمدة مساعدي التمريض)، ليس من قبل الموظفين المهرة. في عام 2004، كانت هناك، في المتوسط، 40 مساعدي التمريض المعتمدة كل 100 سرير المقيم. عدد الممرضات المسجلة والمرخصة العملية الممرضات كانت أقل بكثير في 7 كل 100 سرير المقيمين و13 كل 100 سرير المقيمين، على التوالي.

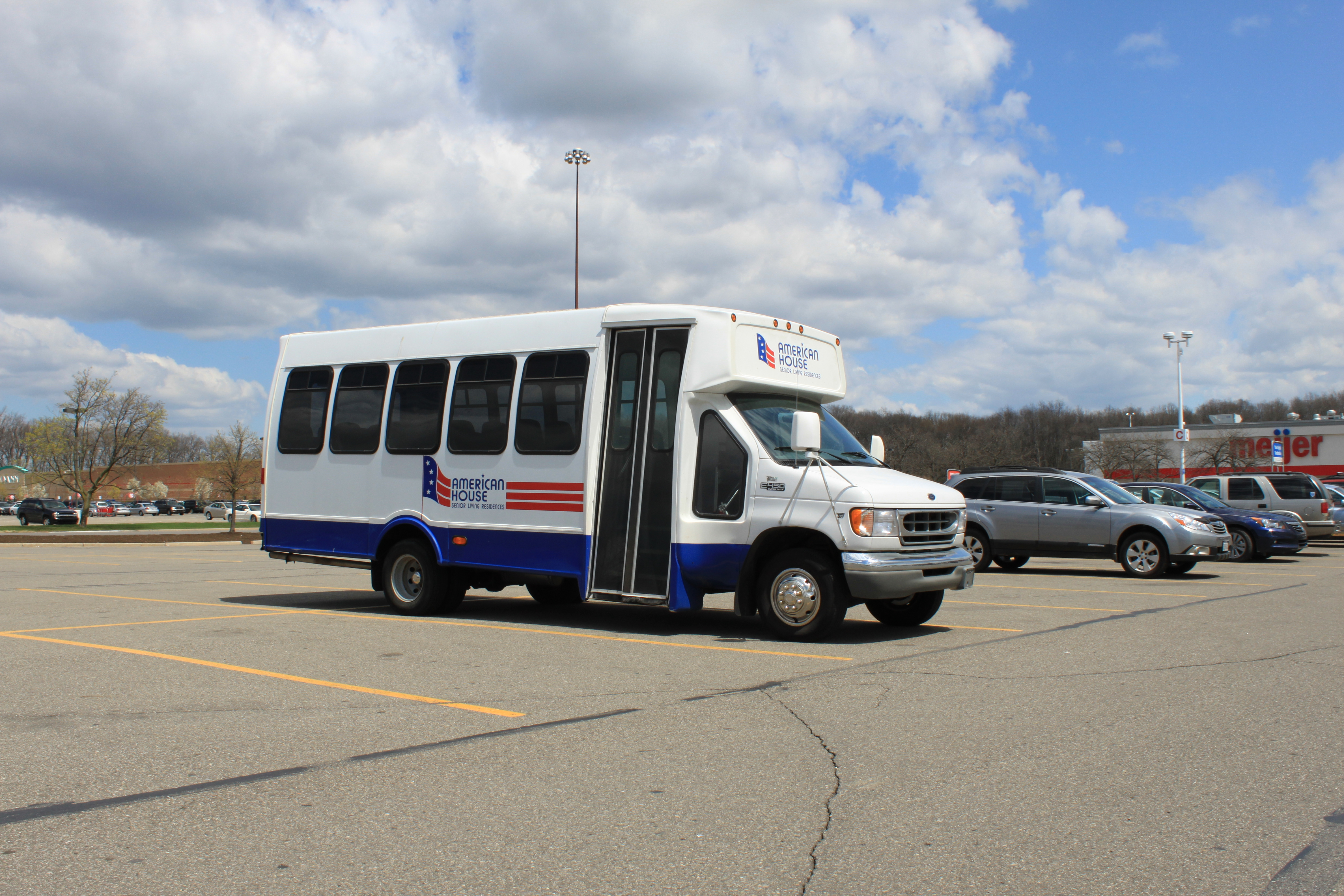
A nursing home minibus, بلدة بيتسفيلد تشارتر

دور التمريض التي تشارك في برامج الرعاية الصحية والطبية، تخضع للشروط الاتحادية فيما يتعلق بالتوظيف ونوعية الرعاية الصحية للسكان. في عام 2004، كانت معتمدة 98.5 في المائة 16,100 التمريض المرافق على مستوى البلاد للمشاركة في الرعاية الطبية، والطبية، أو في كليهما.
وتشمل الرعاية الطبية خدمات التمريض المنزلي لمدة 100 يوما للمستفيدين الذين يحتاجون إلى الرعاية التمريضية المهرة أو خدمات إعادة التأهيل بعد العلاج في المستشفيات على الأقل ثلاثة أيام متتالية. البرنامج لا يشمل الرعاية التمريضية إلا إذا كان هناك حاجة إلى الحضانة — على سبيل المثال، عندما يحتاج شخص المساعدة مع الاستحمام أو المشي، أو نقل من سرير إلى كرسي. أن تكون مؤهلة لرعاية مرفق التمريض المهرة المغطاة بالرعاية الطبية (SNF)، يجب أن يشهد طبيب أن المستفيد يحتاج إلى الرعاية التمريضية المهرة اليومية أو خدمات إعادة التأهيل ذوي المهارات الأخرى التي ترتبط العلاج في المستشفيات، ويقدم هذه الخدمات، من الناحية عملية، يمكن أن يتم إلا على أساس المرضى الداخليين في المستشفيات. على سبيل المثال، مستفيد سراحه من المستشفى بعد سكتة دماغية ويحتاجون للعلاج الطبيعي، أو مستفيد بحاجة لذوي المهارات التمريض لعلاج الجروح بعد إجراء العمليات جراحية، وقد تكون مؤهلة للحصول على (SNF)المغطاة بالرعاية الطبية.
يمكن تقديم خدمات (SNF)في مرفق قائمة بذاتها أو المستندة إلى المستشفى. عموما منشأة المستقلة هي جزء من منزل التمريض يغطي خدمات (SNF)، وكذلك خدمات الرعاية الطويلة الأجل للناس الذين يدفعون من مالهم الخاص، من خلال برنامج مديكيد، أو من خلال سياسة تأمين رعاية طويلة الأجل. عموما، تجعل المرضى SNF حتى مجرد جزء صغير من مجموع السكان المقيمين في منزل التمريض بذاتها.
أيضا مديكيد يغطي التمريض الأساسي لبعض الأشخاص الذين يحتاجون إلى الحضانة، وتقوم بتلبية وسائل اختبار الدخل للدولة واختبارات الأصول، وتحتاج المستوى الرعاية المقدمة في دار تمريض. سكان التمريض المنزلي العاهات الجسدية أو الذهنية وتتطلب الرعاية على مدار 24 ساعة.
يمكن أن تكلف الإقامة في دار الرعاية مساوي لعدة آلاف في الشهر أو أكثر. في الواقع، دور التمريض أرخص تكلفة حوالي 45,000 دولار في السنة، في حين يمكن أن تكون هي أغلى تكلفة تصل إلى 200,000 دولار في السنة. بعض تستنزف مواردها في كثير من الأحيان ارتفاع تكلفة الرعاية. إذا كان قانونيا، سيغطي مديكيد الإقامة المستمرة في التمريض المنزلي لهؤلاء الأفراد مدى الحياة. ومع ذلك، فهي تتطلب من المريض «أنفاق أقل» يصل إلى مستوى أصول منخفضة أولاً باستنزاف مدخراتهم الحياة أو الأصول حماية لهم، غالباً باستخدام محام قانوني كبير.

#### الاتجاهات
بدأت في الولايات المتحدة بدأت بعض دور الرعاية بتغيير الطريقة التي تدار وبالتنظيم لخلق بيئة تتمحور حول الساكن أكثر وذلك حتى تكون«شبيهة أكثر بالمنزل» وأقل «شبه بالمستشفى.» في هذه المنازل، يتم استبدال الوحدات مع مجموعة صغيرة من الغرف المحيطة مطبخ مشترك وغرفة المعيشة. بينما يتم تعيين الموظفين لتقديم الرعاية إلى واحد من «المقيمين». للسكان العديد من الاختيارات أكثر بكثير من أنهم عندما يستيقظون ويأكلون وما يريدون القيام به خلال النهار.

## مقالات ذات صلة
- منشأة شاملة